# Спектральное разрешение
Спектра́льное разре́шение спектрографа или, в более общем смысле, энергетического спектра является мерой способности спектроскопической аппаратуры разрешать линии в электромагнитном спектре или вообще в спектре энергий. Обычно абсолютное спектральное разрешение определяется как минимальная разница {\displaystyle \Delta \lambda } длин волн двух линий, надёжно разрешаемых в спектре при данной длине волны λ. Относительное спектральное разрешение определяется как отношение Δλ / λ. Относительное спектральное разрешение является обратной величиной к разрешающей способности спектрографа, определяемой как
{\displaystyle R={\lambda  \over \Delta \lambda }.}
Например, спектрограф космического телескопа Хаббл (STIS) может разрешить линии, отстоящие на 0,17 нм на длине волны 1000 нм, что дает ему разрешение 0,17 нм и разрешающую способность около 5900. Примером спектрографа с высоким разрешением является криогенный ИК-эшелле-спектрограф высокого разрешения (CRIRES), установленный на Очень Большом Телескопе ESO, который имеет спектральную разрешающую способность до 100 000.
Для гамма- и рентгеновских спектрометров, а также для спектрометров, измеряющих энергии частиц, абсолютное спектральное разрешение часто измеряется в энергетических единицах (эВ, кэВ, МэВ), обозначается ΔE и определяется одним из трёх методов:
- минимальная разница энергий двух спектральных линий, разрешаемых при данной энергии E;
- полная ширина спектральной линии на половине высоты (ПШПВ, англ. FWHM);
- стандартное отклонение от центрального значения линии (в предположении гауссовского профиля линии; для лоренцевского профиля не определено).

Относительное энергетическое разрешение ΔE / E для таких спектрометров часто обозначается как R (не путать с обозначением разрешающей способности, см. выше) и выражается в процентах.

## Эффект Доплера
Спектральное разрешение также может быть выражено в терминах физических величин, таких как скорость; тогда он описывает разницу между скоростями {\displaystyle \Delta v}, что
можно различить по эффекту Доплера. Тогда разрешение {\displaystyle \Delta v}
и разрешающая способность связаны соотношением:
{\displaystyle R={c \over \Delta v}},
где с — скорость света. Приведённый выше в качестве примера спектрограф STIS имеет спектральное разрешение 51 км/с.

## Определение ИЮПАК
Международный союз теоретической и прикладной химии (ИЮПАК) определяет спектральное разрешение в оптической спектроскопии как минимальное волновое число, длину волны или разность частот между двумя линиями в спектре, которые можно различить. Разрешающая способность R определяется волновым числом перехода, длиной волны или частотой, деленным на разрешение.